# Eschede-ulykken
Eschede-ulykken, der var en af de alvorligste jernbaneulykker i Tyskland nogensinde, indtraf den 3. juni 1998, da ICE 884 Wilhelm Conrad Röntgen afsporedes ved Eschede. 101 personer omkom, og 88 blev alvorligt kvæstet.
Onsdag den 3. juni 1998 var ICE 884 Wilhelm Conrad Röntgen på vej fra München til Hamburg. Ved Eschede var hastigheden omkring 200 km/t. Cirka 2 km før Eschede brød en defekt hjulring på forreste vogns tredje aksel sammen, og ved et efterfølgende sporskifte ved indkørslen til Eschede afsporedes toget kl. 10.49. Det forreste lokomotiv blev revet løs fra resten af toget og fortsatte næsten uden skader gennem Eschede, indtil det automatisk blev bremset.
Togets tredje vogn stødte mod bropillerne på en vejbro, og sammenstødet fik den fjerde vogn til at løfte sig og ramme broen på en måde, der fik denne til at bryde sammen.
Brodækket faldt ned over bageste del af femte vogn og maste denne fuldstændig, og de efterfølgende vogne, 6 til 12, pressedes i zig-zag sidelæns op mod broen og blev svært beskadiget, medens det bageste lokomotiv afsporedes og kørte ind i vragdyngen.
Ulykken fik de europæiske myndigheder til at se nærmere på andre tog. Således resulterede det alene i Tyskland i, at man i løbet af et par uger udskiftede alle lignende hjul på togene. Desuden indledte man i Frankrig en lignende undersøgelse af TGV-togene, som ICE-teknologien er inspireret af.